# E-radio ウィークリー増刊号!
『e-radio ウィークリー増刊号！』（イーラジオウィークリーぞうかんごう）は、e-radioで2003年4月 - 2003年9月まで毎週土曜12:00 - 12:55（JST）に放送していたラジオ番組。滋賀県内県外の各地でのイベント会場などに出向き、公開生放送を行う番組であった。放送は中継車「モビィ」（当時は「モバイルバス」という名称だった）の車内で番組が進行されていた。
パーソナリティは原則、月1回のシフトで、それぞれのレギュラー番組のパーソナリティが担当していたが、2003年9月は週代わりになった。

## パーソナリティ
- 2003年4月 - Kay稲毛、井上麻子（『ラジオマガジン プレイランド・シガ』のパーソナリティ）
- 2003年5月 - POTI（『DOKIムネ Radio Jungle』（月・火）のパーソナリティ）
- 2003年6月 - 豊田一美、中野栄美子（『湖岸通り77番地』のパーソナリティ）
- 2003年7月 - 大角香里（『大角香里のレイクサイドモーニング77』）のパーソナリティ）
- 2003年8月 - 松尾明子（『おひるねっとステーション』のパーソナリティ）
- 2003年9月1週 - 谷藤リョーコ（『DOKIムネ Radio Jungle』（水・木）のパーソナリティ）
- 2003年9月2週 - 吉川朋江（『サ・タ・シ・ガ！』のパーソナリティ）

※2003年9月の3週、4週は不明。

## コマーシャル
- 54分間の放送時間中、当番組でコマーシャルはACジャパン（当時は「公共広告機構」）のコマーシャルを含めて一度も流されない。この流れは、後番組の『モビィがおじゃましバス!』に引き継がれている。

## エピソード
- JR東海道本線醒ケ井駅近くにある醒ヶ井道の宿駅での生放送中、中継現場の目の前で乗用車同士の衝突事故が発生したが、衝突した時の音声が電波に乗ったことがあったらしい。
- CMが一切流れないため、パーソナリティは来週の放送場所を具体的に言えないようである。